# Rambla Just Oliveras (métro de Barcelone)
Rambla Just Oliveras est une station de la ligne L1 du métro de Barcelone. Elle est située, à côté de la gare de L'Hospitalet de Llobregat, à la jonction du boulevard Just Oliveras avec l'avenue Josep Tarradellas sur le territoire de L'Hospitalet de Llobregat, commune de l'aire métropolitaine de Barcelone.
Comme la ligne, la station est exploitée par Transports Metropolitans de Barcelona (TMB).

## Situation sur le réseau

Plan du métro de Barcelone (2019).

Établie en souterrain, la station Rambla Just Oliveras est située sur la ligne 1 du métro de Barcelone, entre la station  Avinguda Carrilet, en direction de la station terminus Hospital de Bellvitge, et la station Can Serra, en direction de la station terminus Fondo,.

## Histoire
La station Rambla Just Oliveras, qui doit son nom à la voie piétonne centrale et au nom d'un maire de la commune, est mise en service le 24 avril 1987, lors de l'ouverture à l'exploitation du tronçon de Torrassa à Av. Carrilet. La station est souterraine entre la rue Parral et l'avenue Can Serra

## Services aux voyageurs

### Accès et accueil
La station dispose de trois accès en surface, dont l'un dispose d'un ascenseur. Ils donnent tous les trois accès à l'unique hall ou s'effectue l'achat des titres de transport et le passage par les portes d'accès aux quais. On y trouve également une cafétéria et un kiosque de presse. Pour descendre sur les quais la station dispose d'escaliers et d'escaliers mécaniques.

### Desserte
Rambla Just Oliveras est desservie par les circulations de la ligne 1 du métro de Barcelone. Les horaires du métro sont (hors jours fériés et fêtes) : de 5 h à minuit du dimanche au jeudi ; de 5 h à 2 h du matin le vendredi et les samedis de 5 h à 5 h le dimanche (service ininterrompu). Pour les jours fériés et fêtes, les horaires sont :  de 5 h à minuit pour les jours fériés ; de 5 h à 2 h pour la veille d'un jour férié ; et de 5 h du matin à la fin de la nuit suivante pour les 31 décembre, 23 juin, 14 août et 24 septembre.

### Intermodalité
La station est située à proximité de la gare de L'Hospitalet de Llobregat, exploitée par Renfe Operadora et desservie par des trains des lignes du service de banlieue Rodalia de Barcelone : R1, R3, R4, et par des trains de la ligne R12 du service régional. Un arrêt de bus est également à proximité.